# تیامات
تیامات یا تیامت نام یکی از ایزدبانوهای باستانی افسانه‌های بابلی و سومری و یکی از نقش‌آفرینان اصلی در حماسه آفرینش بابلی یعنی داستان انوما الیش است. او ایزدبانوی آب بود و دیگر خدایان را شورانید تا انتقام قتل شوهرش آبزو را بگیرند.

بنابر این حماسه، مردوک خدای شهر بابل، تیامات را کشت و بدن او را به دو نیم کرد. از یک تکه برای ساختن آسمان استفاده کرد و مقرر ساخت تا تکهٔ دیگر زمین باشد.
اسطوره‌ای‌ است متعلق به تمدن بین النهرین (تاریخ تالیف : نامعلوم) در وصف آفرینش جهان و درباره تیامات<نخستین مادر عالم> و آپسو (آبزو) <نخستین پدر عالم> که با یکدیگر اولین سلسله خدایان را تشکیل میدهند. 
این افسانه به بیان جنگ های میان خدایان میپردازد.